# Bandidus spinosus
Bandidus spinosus is een insect uit de familie van de mierenleeuwen (Myrmeleontidae), die tot de orde netvleugeligen (Neuroptera) behoort. 
Bandidus spinosus is voor het eerst wetenschappelijk beschreven door New in 1985.